# Edward Hołyński
Edward Hołyński (ur. 3 lutego 1911 w Moskwie, zm. 20 września 1982 w Warszawie) – generał brygady Wojska Polskiego, szef Wojsk Łączności od 1958.

## Życiorys
Po 1918 wrócił z rodzicami do Polski i zamieszkał w Warszawie. Od września 1926 do 1932 uczył się w Bydgoszczy, następnie odbył służbę wojskową we Włodzimierzu Wołyńskim. Od 1933 był praktykantem w bydgoskiej elektrowni, a 1934–1936 uczył się w szkole teletechnicznej w Warszawie. 1938–1939 studiował na Wydziale Elektrycznym Politechniki Warszawskiej i pracował w Fabryce Aparatury Elektrycznej w Warszawie. Po wrześniu 1939 na Wileńszczyźnie, m.in. monter elektryk. We wrześniu 1944 zmobilizowany do WP w Wilejce, służył początkowo w zapasowym pułku piechoty w Białymstoku, a od grudnia 1944 był starszym technikiem Centrali Telefonicznej Sztabu Głównego WP w Lublinie. Od kwietnia 1945 oficer łączności. We wrześniu 1945 został kierownikiem Centrali Telefonicznej w Węźle Łączności Sztabu Generalnego WP. Od czerwca 1946 zastępca dowódcy samodzielnego batalionu łączności Sztabu Generalnego WP, a od listopada 1946 kierownik Węzła Łączności Sztabu Generalnego WP. Od września 1947 pracował w Departamencie Łączności MON, gdzie kierował różnymi wydziałami. 23 grudnia 1956 został zastępcą szefa Wojsk Łączności ds. techniki i naukowo-badawczych, a 3 sierpnia 1958 - szefem tych wojsk. 1960–1963 zaocznie studiował w Akademii Sztabu Generalnego. W październiku 1963 mianowany generałem brygady; nominację wręczył mu w Belwederze przewodniczący Rady Państwa Aleksander Zawadzki w obecności ministra obrony Mariana Spychalskiego. Od kwietnia 1967 do stycznia 1969 Inspektor ds. Łączności Sztabu Generalnego WP. W styczniu 1969 z powodu choroby wieńcowej i niewydolności oddechowej został zwolniony z zawodowej służby wojskowej i 3 kwietnia przeniesiony w stan spoczynku.
Zmarł w Warszawie. Pochowany na cmentarzu Wojskowym na Powązkach (kwatera B4-9-1).

## Ordery i odznaczenia
- Order Sztandaru Pracy II klasy (1964)
- Krzyż Komandorski Orderu Odrodzenia Polski
- Order Krzyża Grunwaldu III klasy (1945)
- Krzyż Kawalerski Orderu Odrodzenia Polski
- Złoty Krzyż Zasługi (11 października 1946)[2]
- Srebrny Medal „Zasłużonym na Polu Chwały” (dwukrotnie w 1945)
- Medal 30-lecia Polski Ludowej
- Medal za Warszawę 1939–1945 (1945)
- Medal za Odrę, Nysę, Bałtyk (1945)
- Złoty Medal „Siły Zbrojne w Służbie Ojczyzny” (1968)
- Srebrny Medal „Siły Zbrojne w Służbie Ojczyzny”
- Brązowy Medal „Siły Zbrojne w Służbie Ojczyzny”
- Medal 10-lecia Polski Ludowej
- Brązowy Medal „Za zasługi dla obronności kraju” (1967)
- Medal „Za wyzwolenie Warszawy” (ZSRR) (1945)
- Medal „Za zwycięstwo nad Niemcami w Wielkiej Wojnie Ojczyźnianej 1941–1945” (ZSRR) (1945)